# Abu al-Hasan as-Saïd al-Mutadid
Pour les articles homonymes, voir Al-Mu'tadid.
Abû al-Hasan as-Sa`îd al-Mu'tadid (arabe : أبو الحسن المعتضد بالله السعيد بن المأمون [abū al-ḥasan al-mu`taḍid bi-llah as-sa`īd ben al-mā'mūn]), né à une date inconnue, est un calife almohade. Succédant à son frère Abu Muhammad `Abd al-Wâhid ar-Rachîd en 1242, il est pris dans une embuscade par les Zianides de Tlemcen dirigé par l'émir Yaghmoracen Ibn Ziane et tué en 1248 près d'Oujda.

## Histoire
Au début de son règne, l'empire almohade est réduit au Maroc. Les Hafsides de Tunis étendent leur royaume vers l'Ouest et les Zianides de Tlemcen ont déclaré leur indépendance dans le Maghreb central (Algérie). Au sud, les Mérinides réussissent à monter jusqu'à Meknès. As-Sa`îd réussit néanmoins à contraindre les Mérinides à lui fournir un contingent pour repousser les Hafsides. Pris dans une embuscade par les Zianides de Tlemcen près d'Oujda, il est tué. Les troupes mérinides se regroupent et prennent Fès. Le royaume almohade se réduit alors à la région de Marrakech.
Il eut pour vizir (1242-1248) Abû Ishâq ben Abî Ibrâhîm (أبو إسحاق بن أبي إبراهيم [abū isḥāq ben abī ibrāhīm]).

## Source
- Charles-André Julien, Histoire de l'Afrique du Nord des origines à 1830, Paris, Payot, 1994 (ISBN 978-2-228-88789-2).